# ديانة سيريرية
الديانة السِيرِيرِية (بالإنجليزية: The Serer religion)‏ أو تات روج "a ƭat Roog" وتعني «السبيل الإلهية» هي المعتقدات والممارسات والتعاليم الدينية الأصيلة للسيريريين في السنغال في غرب إفريقيا. تعتقد هذه الديانة (الأسرارية) بإله أعلى يُدعى رُوغ Roog أو رُغ. وفي لغات كانجين فيُشار إليه باسم كوكس أو كوه، كوبي تياتي كاك وكوخ كوكس.
يتواجد السيريريون في سائر أنحاء منطقة سينيغامبيا. في القرن العشرين، اعتنق حوالي 85% من السيريريين الإسلام (الصوفية تحديدًا). ومنهم مسيحيون وايضًا هناك فئة منهم مازالوا على دينهم الأصلي.
تشمل الممارسات الدينية التقليدية السيريرية كل من الترانيم والقصائد القديمة، وسُنَّة توقير الآلهة وكذا الأرواح (البانغول [الإنجليزية] أرواح الأسلاف) وتقديم القرابين لها، وممارسة علم الفلك، وطقوس التلقين، والطب، وعلم الكونيات، وسُنة قص تاريخهم.

## المعتقدات

### اللاهوت
يُؤمِن السيريريون بإله عظيمٍ يُدعى رُوغ (أو رُغ) والذي، في بعض الأحيان، أشير إليه باسم روغ سين أي «روغ الواسع» أو «روغ الرَّحيم». تُعالج التقاليد السيريرية وسُنَنُهَا مُختلف جوانب الحياة، كالموتِ والمكان والزمان، والتواصل مع روح الأسلاف، والكونيات. كما ويوجد في البانثيون السيريري أربابٌ وربَّات أدنى مرتبة، بالإضافة إلى أرواحٍ فائقة أو جن تُدعى (البانغول [الإنجليزية] أو نغوس) مثل الفانغول الأُنثى منديس أو مينديس حامية منطقة فاتيك ومسرب البحر التي تلقى سمعتها دعمًا من ربِّ الثراء تيوراخ [الإنجليزية]، وربِّ العدالة والانتقام تخار [الإنجليزية]. أمَّا بالنسبة لروغ فهو ليس شيطانا ولا جنا بل هو سيد الخليقة كلها.
الإله روغ هو تجسيد للأُنوثةِ والذُّكورةِ، وهو الذي تُقدَّم له القرابين تحت الأشجار، وخصوصًا، شجرة الباوباب المُقدسة، وكذلك تُقدم له القرابين عند البحر والنهر مثل نهر السين المُقدس [الإنجليزية]، وكذلك في منازل الناس أو ضريح الجماعة إلخ. وكونه روغ سين فهو قريبٌ، وبإمكان كهنة وكاهنات السيرير (السالتغوي [الإنجليزية]) التواصل معه قليلًا، ومردُّ ذلك لكونهم حازوا على المعرفة وامتلكوا قدرة نظم أفكارهم في سياق واحد مُحكم. ومع ذلك، فإنَّ روغ يرعى عياله على الدوام بل وقريب منهم.

### اللاهوت والناسوت
روغ سين، في الديانة السيريرية، هو عِماد قِوَام جوهر الحياة الذي به تعودُ النفوس التي لا يُصيبها الفناء الفساد التحلل وتلك المقدسة إلى السلام الأبدي بعد مغادرتها خروجها انتقالها - أي النفوس - من عالم الأحياء. وهو الذي يَرى ويسمع ويعلم يعرف كل شيءٍ، لكنَّه لا يتدخل في شؤون أمور عالم الأحياء اليومية. وبالمقابل، فإنَّ الآلهة والإلهات، الأقل شأنا ومرتبة من روغ سين، يقومون يضطلعون بدور المُساعد والمُعين لروغ على إدارة العالم الفيزيائي المادي. يتميز السيريريون بالإرادة الحرة، وبذلك فلهم حرية عيش حياةٍ صالحة ملؤها الروحانية وفقًا لِسُنَنِ وتعاليم ديانتهم (العقائد) أو التخلي عن مثل هذه العقائد والعيش بأسلوب حياة غير مقدس في العالم المادي. ولكنَّ، أولئك الذين سيعيشون حياتهم وفق هواهم ورؤيتهم سوف أي عكس التعاليم الدينية سيُعاقبون في الآخرة بالحق.

## الكونيات

يُونير رمز الكون.

أحد أهم النجوم الكونية عند السيريريين، على الإطلاق، هو نجمٌ يُدعى «يُونِير». «النجم يُنِير» هو جُزءٌ من الكونيات السيريرية، وهو مهم ومقدس جدًا، وهو فقط واحد من بين العديد من الرموز الدينية الأخرى في الديانة والكونيات السيريرية. وكذلك، هو أشد نجم سطوعا في سماء الليل، الشعرى اليمانية. ومع تراث زراعي قديم، يعتبر «يُونير» مهمًا جدًا ومقدسًا في الديانة السيريرية؛ لأنَّه يُعلن عن بداية الفيضانات ويمكن المزارعين السيريريين من بدء زراعة البذور.